# Aleksander Salij
Aleksander Salij (ur. 4 kwietnia 1942 w Kuropatnikach, w powiecie rohatyńskim) – polski artysta fotograf, malarz, teoretyk sztuki. Członek rzeczywisty Okręgu Świętokrzyskiego Związku Polskich Artystów Fotografików. Członek Świętokrzyskiego Towarzystwa Fotograficznego. Członek Stowarzyszenia Pastelistów Polskich.

## Życiorys
Aleksander Salij absolwent Katolickiego Uniwersytetu Lubelskiego (historia sztuki), związany ze świętokrzyskim środowiskiem fotograficznym – fotografuje od 1957 roku. Uczestniczył w pracach stowarzyszeń artystycznych – Grupy 10 oraz Grupy V, działających w Ostrowcu Świętokrzyskim. Miejsce szczególne w jego twórczości zajmuje fotografia analityczna, fotografia poszukująca oraz fotografia dokumentalna (krajoznawcza). 
Aleksander Salij jest autorem wielu wystaw fotograficznych (ponad 200); indywidualnych, zbiorowych oraz pokonkursowych. Otrzymał wiele akceptacji, nagród, wyróżnień, dyplomów, listów gratulacyjnych. W 1979 roku został przyjęty w poczet członków rzeczywistych Okręgu Świętokrzyskiego Związku Polskich Artystów Fotografików (legitymacja nr 540), w którym pełnił funkcję członka Rady Artystycznej OŚ ZPAF. W 2000 roku został laureatem Nagrody Prezydenta Miasta Ostrowca Świętokrzyskiego. Jest dwukrotnym stypendystą Ministerstwa Kultury i Sztuki. W 2017 roku obchodził jubileusz 60-lecia pracy twórczej. 
Prace Aleksandra Salija znajdują się m.in. w zbiorach Biblioteki Narodowej w Warszawie, Biura Wystaw Artystycznych w Kielcach, Biura Wystaw Artystycznych w Ostrowcu Świętokrzyskim, Galerii FF Jerzego Olka w Starym Gierałtowie, Muzeum Historii Fotografii Bievres (Francja), Muzeum Historyczno-Archeologicznego w Ostrowcu Świętokrzyskim, Muzeum Narodowego w Kielcach oraz Związku Polskich Artystów Fotografików w Warszawie.

## Odznaczenia
- Odznaka Za Zasługi dla Kielecczyzny (1980)
- Odznaka „Zasłużony Działacz Kultury” (1980)
- Medal Okręgu Świętokrzyskiego ZPAF (1982)
- Medal Okręgu Świętokrzyskiego ZPAF (1983)
- Medal 150-lecia Fotografii (1989)[11]

Źródło

## Wybrane wystawy indywidualne
- Ręce – Centrum Sztuki Współczesnej (Warszawa 2017)[15]
- Inny Obraz Świata – Biuro wystaw Artystycznych (Ostrowiec Świętokrzyski 2017)[8]
- Aleksander Salij. Malarstwo, rysunek, fotografia 1957-2016 – Muzeum Historyczno-Archeologiczne (Ostrowiec Świętokrzyski 2016)[1][12]
- Ślady pamięci – Galeria Miejskiego Centrum Kultury (Ostrowiec Świętokrzyski 2013)[21]
- Widzenie – Galeria Fotografii ZPAF - BWA (Kielce 2006)[13]
- Moje ślady – Galeria herbaciarni W krainie smaku i zapachu (Ostrowiec Świętokrzyski 2001)[18]
- Ślady i Figury – Galeria FF (Łódź 1999)[14]
- Struktury – Galeria Fotografii (Przemyśl 1999)
- Ślady i Figury – Galeria ZPAF (Kielce 1998)
- Ślady – Mała Galeria ZPAF (Warszawa 1998)[9]
- Fotografia Analityczna – Galeria Ratusz (Zamość 1995)
- Fotografia Analityczna – Galeria ZPAF (Kielce 1992)
- Poszukiwania w Fotografii – Galeria w Pałacyku Zielińskich (Kielce 1989)
- Rodzina Górczyńskich – Galeria ZPAF (Kielce 1982)
- Muzeum Regionalne (Ostrowiec Świętokrzyski 1980)

Źródło